# Dan Spitz
Dan Spitz (condado de Rockland, Nueva York; 28 de enero de 1963) es un guitarrista estadounidense, reconocido por su participación con la banda de thrash metal Anthrax desde 1983 hasta 1995 y de 2005 a 2007. Es hermano del exbajista de Black Sabbath, Dave Spitz. Aparte de la música, Dan se ha desempeñado como relojero.

## Carrera
Spitz nació en una pequeña localidad del condado de Rockland, Nueva York, hijo de un abogado y de una profesora de secundaria sustituta. Su padre era fanático de la música, especialmente de artistas como Dizzy Gillespie, Louis Armstrong, Frank Sinatra, Billie Holiday, Ella Fitzgerald, Count Basie, Tal Farlow y Miles Davis, lo que despertó un gran interés musical en el joven Dan. Recibió su primera guitarra cuando cursaba séptimo grado. Más tarde empezó a interesarse en la música rock, haciendo parte de una de las primeras encarnaciones de la agrupación Overkill antes de ingresar a Anthrax. Con Anthrax, Dan participó en la grabación de los álbumes Fistful of Metal, Armed and Dangerous, Spreading the Disease, Among the Living, State of Euphoria, Persistence of Time , Sound of White Noise y en algunas bandas sonoras para cine, televisión y videojuegos, logrando ventas de más de 30 millones de discos en todo el mundo.
En 1995 abandona la banda debido a un grave desinterés en tocar la guitarra. En ese tiempo abrió su propio taller de reparación de relojes. El 1 de abril de 2005 se reunió con los músicos originales de la agrupación. Se embarcaron en una gira mundial y lanzaron un DVD de las actuaciones. Tras el final de la reunión, Spitz decidió abandonar la banda para seguir con la fabricación de relojes. Desde entonces ha sido sustituido por Rob Caggiano. 
Spitz fue conocido por su usar Guitarras Jackson, siendo muy famoso su modelo Jackson Randy Rhoads Custom con dibujos de las Tortugas Ninja pintados en ella. Más recientemente, durante la reunión de Anthrax en 2005, ha sido endorser de las guitarras PRS, empresa que creó su modelo signature "Spitz", con dibujos de las Tortugas Ninja como ya tendría anteriormente su Jackson.
Además de su trabajo con Anthrax, Dan fundó la banda Red Lamb junto al músico Dave Mustaine de Megadeth como su compañero en la composición.
Desempeñándose como relojero, Spitz obtuvo el título de instructor y estuvo a cargo de todos los relojeros mecánicos y electrónicos de la compañía suiza Chopard en América del Norte. Fue nombrado instructor de relojería de la marca Leviev, también para América del Norte.

### Vida personal
Nacido judío, se convirtió al judaísmo mesiánico (que es visto como una forma de cristianismo para los grupos judíos y cristianos). Junto a su exesposa Candi tuvo dos niños gemelos llamados Brendan Alan y Jaden Michael, nacidos el 29 de mayo de 2007. Fueron diagnosticados con autismo a los 16 meses de edad. Antes de su diagnóstico, los gemelos hicieron parte de algunas películas y comerciales de televisión.
En junio de 2009 Dan sufrió un paro cardíaco que le obligó a someterse a un bypass triple de emergencia del que se recuperó completamente. En 2014 se divorció de su esposa Candi. Dan Spitz tiene además dos hijas de su primer matrimonio.
Spitz tiene una estatura muy baja (1,55m). Sin embargo nunca se ha sentido ofendido con los chistes de sus compañeros de banda, quienes le llaman cariñosamente "Mini Torre".

## Discografía

### Anthrax
| Enero de 1984      | Fistful of Metal      | Megaforce |
| Octubre de 1985    | Spreading the Disease | Island    |
| Marzo de 1987      | Among the Living      | Island    |
| Septiembre de 1988 | State of Euphoria     | Island    |
| Agosto de 1990     | Persistence of Time   | Island    |
| Mayo de 1993       | Sound of White Noise  | Elektra   |

### EP
- Armed and Dangerous (1985)
- I'm the Man (1987)
- Penikufesin (1989)
- Free B's (1991)

### Recopilatorios
- Attack of the Killer B's (1991)
- Moshers: 1986-1991 (1998)
- Return of the Killer A's (1999)
- Madhouse - The Very Best of Anthrax (2001)
- The Collection (2002)
- Universal Masters Collection (2002)
- Anthrology: No Hit Wonders (1985-1991) (2005)

### Álbumes en Directo
- The Island Years (1994) (Grabado en 1991 y 1992)
- Alive 2 (2005)

### VHS/DVD
- US Speed Metal Attack
- Oidivnikufesin (1987) (Grabado en el Hammersmith Odeon)
- Through Time (1990)
- Live Noize (1991) (Grabado en el tour de Persistence of Time)
- White Noise: The Videos (1994)
- Return of the Killer A's (1999)
- Rock Legends (2004)
- Anthrax Anthralogy: The DVD (2005)
- Alive 2 (2005) (Versión en DVD)